# Chisocheton lasiocarpus
Chisocheton lasiocarpus là một loài thực vật có hoa trong họ Meliaceae. Loài này được (Miq.) Valeton mô tả khoa học đầu tiên năm 1907.